# Đại học Firenze
Đại học Firenze (Università degli Studi di Firenze UNIFI) là một trong những trường đại học lớn và cổ nhất Ý. Trường có 12 khoa và có khoảng 60.000 sinh viên theo học.

## Lịch sử
Đại học Firenze được phát triển từ Studium Generale được thành lập bởi Cộng hòa Firenze năm 1321. Studium đã được công nhận bởi Giáo hoàng Clement VI năm 1349, và được trao quyền cấp bằng. Giáo hoàng cũng quy định rằng Khoa Thần học đầu tiên sẽ ở Firenze. Studium trở thành một trường đại học đế quốc năm 1364, nhưng được dời đến Pisa năm 1473 khi Lorenzo de' Medici đã giành được quyền kiểm soát Firenze. Charles VIII dời trường lại chỗ cũ từ 1497-1515, nhưng trường lại bị dời đến Pisa một lần nữa khi dòng họ Medici trở lại nắm quyền lực.
Năm 1859 trường trở thành Istituto di Studi Pratici e di Perfezionamento, một năm sau, trường được công nhận là một đại học chính thức bởi chính phủ Ý thống nhất. Năm 1923 Istituto đã được Quốc hội Ý chính thức công nhận là một trường đại học.

## Tổ chức
Trường có 12 khoa:
- Khoa Nghệ thuật
- Khoa Kiến trúc
- Khoa Kiến trúc
- Khoa Kinh tế học
- Khoa Giáo dục
- Khoa Kỹ thuật
- Khoa Luật
- Khoa Toán học, Vật lý và Khoa học tự nhiên
- Khoa Y khoa và Phẫu thuật
- Khoa Dược học
- Khoa Khoa học chính trị
- Khoa Tâm lý học

Các khoa nằm ở những khu vực khác nhau. Khoa Kinh tế học, Khoa Luật và Khoa Khoa học chính trị nằm ở Polo delle Scienze Sociali (Khu trường sở Khoa học xã hội), ở quận Novoli. Khoa Y khoa và Phẫu thuật, Khoa Dược học nằm ở quận Careggi. Khoa Kỹ thuật nằm ở Viện S. Marta, còn Khoa Nông nghiệp nằm trước Parco delle Cascine. Khoa Khoa học Toán, Lý và Khoa học tự nhiên nằm ở quận Sesto Fiorentino. Khoa Kiến trúc nằm ở Accademia di Belle Arti, nơi có bức tượng David bởi nhà điêu khắc Michelangelo. Khoa Tâm lý học, Văn học và Triết học và Sư phạm nằm ở trung tâm của Firenze, nhưng hai khoa Tâm lý học và Triết học sẽ được dời đến Polo delle Scienze Sociali Lưu trữ ngày 4 tháng 2 năm 2018 tại Wayback Machine ở quận Novoli trong tương lai gần.

## Cựu sinh viên nổi tiếng
Gabriele Burgio, CEO Nh Hotels